# Dasylobus ferrugineus
Dasylobus ferrugineus is een hooiwagen uit de familie echte hooiwagens (Phalangiidae).